# Jean-Pierre Héritier
Jean-Pierre Héritier (* 13. April 1953) ist ein Schweizer Bogenschütze.
Héritier, der für die Compagnons de l'Arc Genève  startete, nahm an den Olympischen Spielen 1972 in München teil und beendete den Wettkampf im Bogenschiessen auf Rang 47 von 55 Teilnehmern.
Héritier gehörte zur schweizerischen Mannschaft, die 1972 einen neuen Mannschafts-Weltrekord aufstellte.